# Muziekcassette

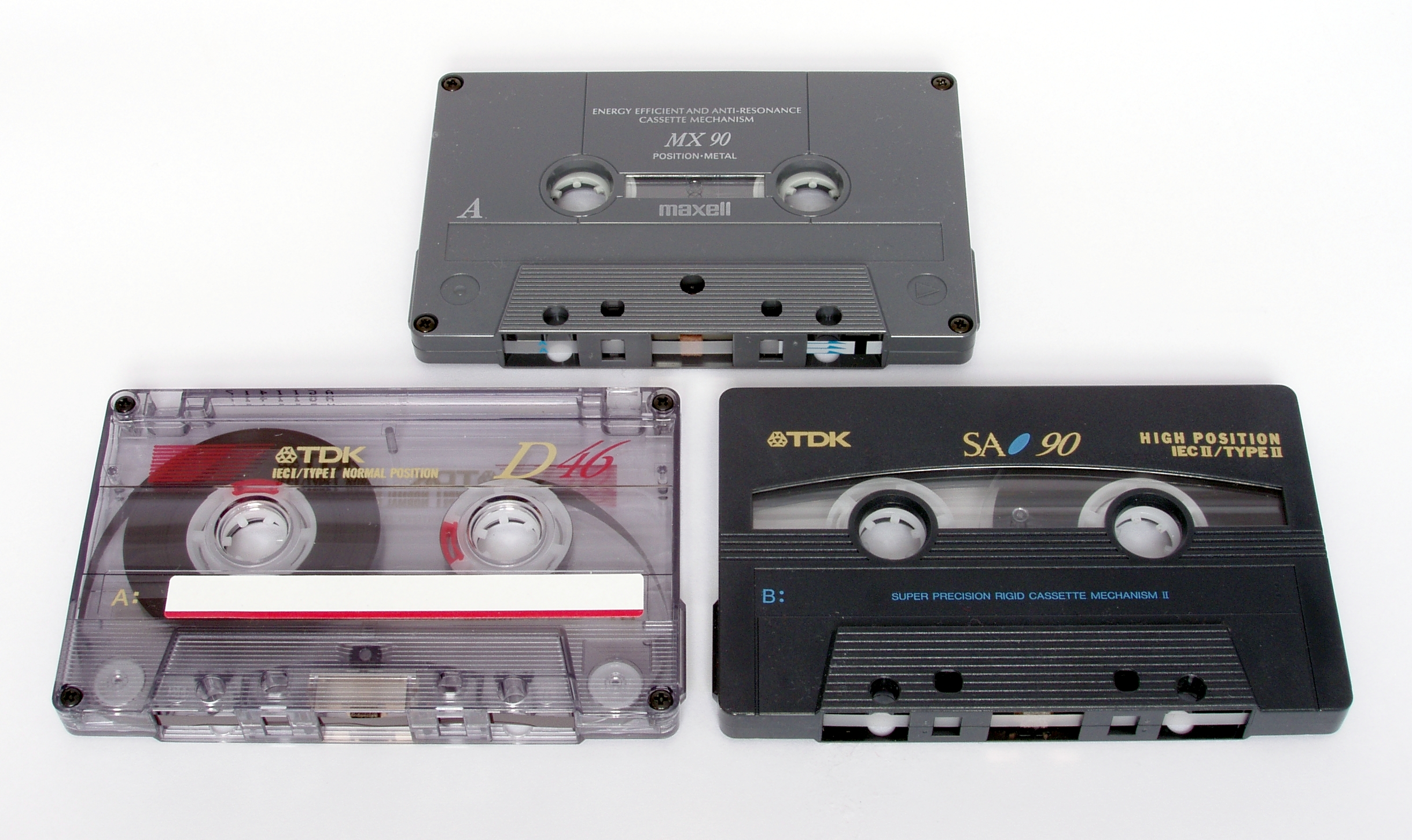
Drie muziekcassettes

Een muziekcassette (MC), cassettebandje, compactcassette of simpelweg bandje is een magneetband die wordt gebruikt als geluidsdrager, in een speciaal daarvoor gemaakte vaste doos (cassette).
Een muziekcassette kan worden afgespeeld met een cassetterecorder, een cassettedeck of een walkman. Compactcassettes werden in de jaren tachtig ook gebruikt als opslagmedium voor homecomputers.

## Geschiedenis

### Ontstaan
RCA ontwikkelde in 1958 reeds een cassettesysteem, maar dat was door de afmetingen van de cassette en de normale bandsnelheid van 9,5 cm/sec niet geschikt genoeg voor compacte, mobiele apparaten.
De compacte muziekcassette is een ontwikkeling geweest van de Nederlander Lou Ottens, werknemer van Philips in de vestiging in Hasselt. In 1963 werd het eerste prototype geïntroduceerd. De cassette was bijzonder populair naast de grammofoonplaat voordat de digitale geluidsdragers werden ontwikkeld. In samenwerking met Japanse elektronicafabrikanten werd een gestandaardiseerde cassette op de markt gebracht. De nieuwe geluidsdrager werd op 30 augustus 1963 voor het eerst getoond op de IFA-beurs in Berlijn.
Hoewel er andere magnetische tape-systemen waren, werd de compactcassette dominant doordat Philips geen royalty's vroeg voor gebruik van het patent. Philips stelde wel enkele kwaliteitseisen.
Een musicassette (mc) is een cassette waarop reeds in de fabriek muziek is opgenomen. Men verwachtte dat deze de grammofoonplaat zou vervangen. Om deze te kunnen afspelen kwamen er cassettespelers op de markt, die dus niet geschikt waren om op te nemen.
Als opnamemedium is de compactcassette verdrongen door de beschrijfbare compact disc en andere digitale opnamemiddelen. In 1992 lanceerde Sony de minidisc, die ontwikkeld was als digitale variant op de muziekcassette. Philips ontwikkelde als alternatief de digital compact cassette (DCC); beide werden echter geen succes en de productie werd gestopt.

### Opleving
Sinds 2017 heeft er weer een opleving plaatsgevonden in de vraag naar (voorbespeelde) muziekcassettes. Alleen al in de Verenigde Staten vond een verkoopstijging van 30% plaats. Het uitbrengen van voorbespeelde cassettes gebeurt vooral door kleinere artiesten en acts die op deze manier toch een uniek, fysiek product kunnen aanbieden aan hun fans, vooral ook omdat productie van kleine oplages cassettes (50-100 stuks) door de lage kosten toch rendabel kan zijn.
Het laatste bedrijf dat in de Benelux nog cassettebandjes maakte, leverde en vulde met muziek, was Duplicase in Wierden. Van dit bedrijf werd eind oktober 2017 de apparatuur voor de productie overgenomen door De Bandjesfabriek in Lochem, die voor zover bekend sindsdien de enige producent ter wereld is.
Cassette-duplicatiebedrijven maken vooral gebruik van oude restantvoorraden cassetteband. Dit is cassetteband op bandrecorder-achtige rollen (zogenaamde 'pancakes') van soms wel enkele kilometers lang, waarmee de cassettes, de zogenaamde shells, gevuld worden. Omdat deze restantvoorraden zo langzamerhand opraakten en er toch vraag is naar nieuwe cassettes, hebben enkele ondernemingen de productie van cassetteband weer opgestart, onder andere Recording the Masters in Frankrijk en National Audio Company in de Verenigde Staten. Nieuwe cassettebehuizingen, de zogenaamde 'shells', worden ook nog steeds gemaakt, onder andere door MusicBox in Italië.

## Eigenschappen
Dankzij de compactcassette konden goedkopere, makkelijker te bedienen en bovenal compactere audioapparaten worden gemaakt. Het inrijgen van de band in het afspeelapparaat – zoals bij zijn voorganger, de spoelenband – verviel en zelfs halverwege de speeltijd kon de cassette uit het apparaat gehaald worden, iets dat bij banden op de spoel onherroepelijk tot schade aan de band leidt.
De oudste cassettes hadden slechts twee sporen, de A-kant en de B-kant, dus voor monauraal geluid, maar al vrij gauw verschenen er stereorecorders, dus met vier sporen. Deze recorders verschillen in enkele punten van de viersporige spoelenrecorder: de sporen voor links en rechts liggen naast elkaar, zodat mono en stereo volledig uitwisselbaar zijn, en het is niet mogelijk alleen het linker- of alleen het rechterkanaal af te spelen of op te nemen.
Een stereomusicassette is herkenbaar aan een sterretje op de rugtitel.
In de meeste gevallen werd de compactcassette ingezet als viersporenmedium: links/rechts (stereo) A-kant en de B-kant waarop (geluids-)signalen langs magnetische weg analoog konden worden opgenomen (opgeslagen). Bij de meeste spelers moest de cassette fysiek worden omgedraaid als men de B-kant wilde beluisteren, maar in de loop der jaren werden zogenaamde autoreverse-decks op de markt gebracht die zonder omdraaien weergave (en soms ook opname) van beide kanten mogelijk maakten. Bij de meeste decks gebeurde dit door het omdraaien van de opname/weergavekop als het eind van de tape bereikt was, wat resulteerde in een onderbreking van het opgenomen materiaal van circa acht seconden.
Cassettes bevatten aan beide einden een aanloopstrook die uit materiaal bestaat waarop geen magnetische laag is aangebracht, en waarop dus geen geluid kan worden opgenomen. Akai bijvoorbeeld produceerde decks die de overgang van de magnetische tape naar de aanloopstrook herkenden, waardoor de onderbreking minder dan een seconde duurde. Nakamichi bracht drie kwalitatief hoogstaande decks op de markt met een voorziening aan de buitenzijde van het apparaat die de cassette fysiek omdraaide. Ook Philips produceerde een recorder die de cassette op deze manier omdraaide.
Afhankelijk van de toegepaste koppen (het deel van het opname-/weergaveapparaat dat fysiek contact met de band maakt om deze te beschrijven dan wel te lezen) en de opsplitsing ervan in verschillende elektromagnetische eenheden zijn ook andere spoorindelingen mogelijk zoals tweespoor (mono A-kant, mono B-kant) of vier- dan wel achtspoor in slechts één bandlooprichting (geen B-kant!). De geringe breedte van de band (3,81 mm) vormt daarbij een beperkende factor in verband met overspraak – het 'lekken' van signalen van het ene naar het andere spoor. Deze configuraties werden gebruikt bij de zogenaamde multitrackrecorder, een betaalbaar alternatief voor de professionele meersporenstudio (fabrikanten: Fostex, Tascam).
Naast de meest gangbare bandsnelheid van 4,76 cm/s werden bij uitzondering ook veelvouden daarvan (0,25 tot 2 keer) toegepast.
De compactcassette leende zich uitstekend voor draagbare apparaten met batterij en zelfs voor in de auto. De vervolgstap in de ontwikkeling leidde tot de walkman, een nog meer persoonsgebonden vorm van cassettespeler aangezien deze standaard via de hoofdtelefoon beluisterd werd.
Om te voorkomen dat op een cassettebandje met opgenomen muziek per ongeluk een nieuwe opname gemaakt werd, waardoor dan de oude opname gewist zou worden, kon men op de rugzijde van het bandje een plastic lipje afbreken. Daardoor kwam een opening vrij die opname (door een ingebouwde blokkade van het cassettedeck) voorkwam en daarmee het bandje tegen ongewenste opname beschermde. Musicassettes waren op deze manier beveiligd tegen nieuwe opnames. Wilde men toch een nieuwe opname maken, dan kon men een gaatje afplakken met plakband waardoor opname weer mogelijk was.
Ook bestonden er speciale cassettebandjes waarmee de koppen van een cassettedeck konden worden gereinigd.

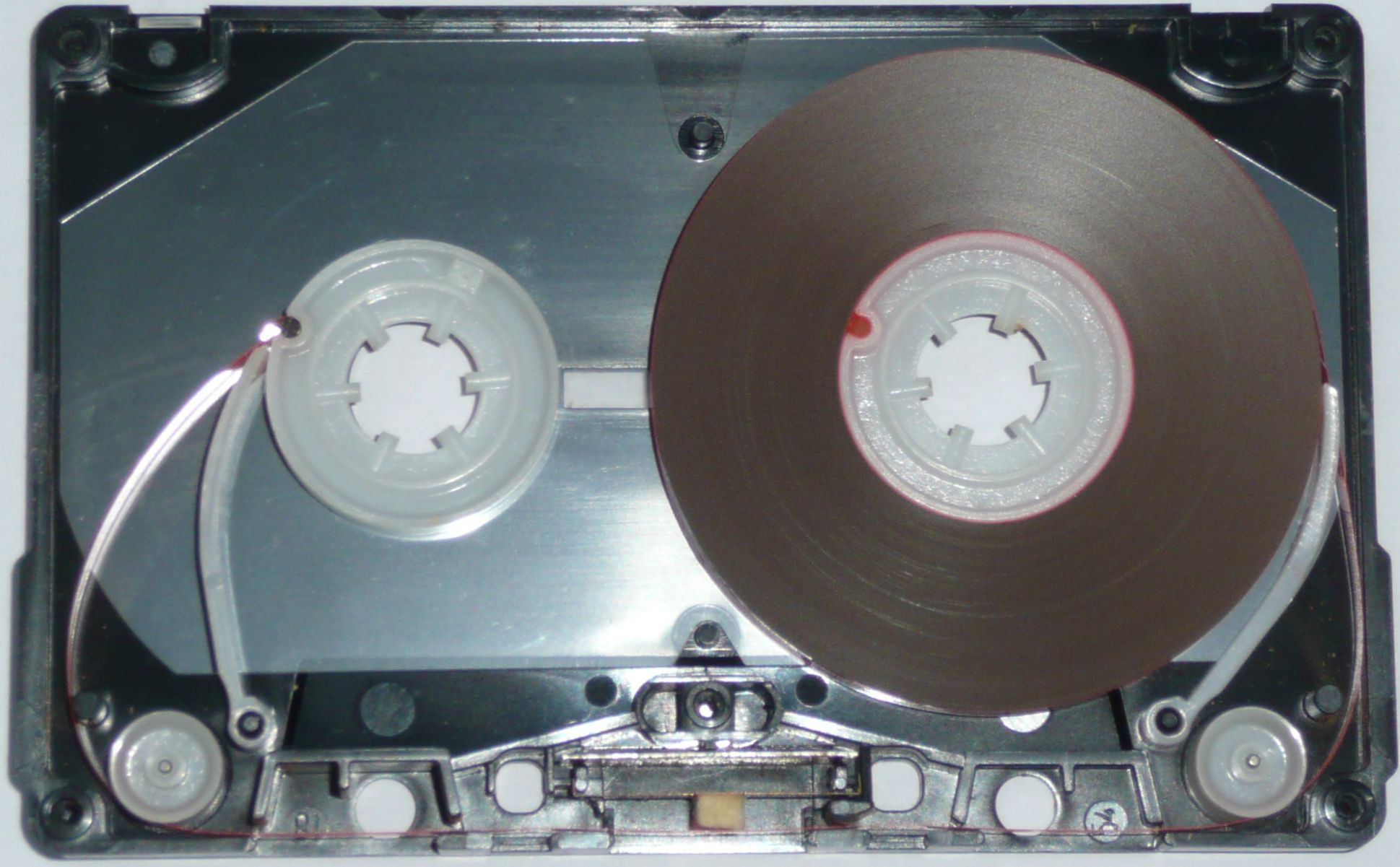
Binnenkant van een cassette.

## Soorten
Gedurende de jaren werden verschillende magnetische materialen ontwikkeld met steeds betere karakteristieken. Het gebruik van deze materialen maakte de geluidskwaliteit van opnamen steeds beter. Er zijn vier typen opnamemateriaal gebruikt voor muziekcassettes:
| Materiaal         | Formule | Aanduiding   | Type | Equalisation | Voormagnetisatie | Omschrijving |
| ----------------- | ------- | ------------ | ---- | ------------ | ---------------- | --- |
| IJzer(III)oxide   | Fe2O3   | Fe, Normal   | I    | 120 μs       | 100%             | Dit is het allereerste type en bestaat feitelijk uit roest. |
| Chroom(IV)dioxide | CrO2    | Chrome, High | II   | 70 μs        | 150%             | De meeste Japanse fabrikanten gebruikten chroomsubstituutbanden met o.a. kobalt. |
| Ferrochroom       | FeCr    |              | III  | 120 μs       | 110%             | Dit is een dubbellaagsband van Type I en Type II en is nooit echt populair geworden. Alleen oudere cassettedecks beschikken over een stand voor Type III.                             |
| IJzerpoeder       | Fe      | Metal        | IV   | 70 μs        | 200%             | Deze band kan zijn magnetisme zeer goed vasthouden en is daarmee bij uitstek geschikt voor opnamen die lang bewaard moeten blijven. De band geeft ook het grootste dynamische bereik. |

Het cassettedeck moet juist worden ingesteld op het type band dat men gebruikt (de laatste jaren kan dit automatisch door uitsparingen in de behuizing, waardoor het deck detecteert welke type band erin zit), zodat de juiste voormagnetisatie bij de opname (bias) en afspeelfilters (equalizer) ingesteld kunnen worden voor een zo correct mogelijke opname (qua dynamisch bereik, en minst mogelijke ruis en vervorming). Sommige cassettedecks beschikken over een fijnregeling voor de voormagnetisatie, de zogenaamde bias adjust, waarmee exact de voor een bepaald merk of type cassetteband benodigde voormagnetisatie kan worden ingesteld.
Ook kon door nieuwe materialen de band steeds dunner worden gemaakt, waardoor steeds langere banden in dezelfde cassette pasten. Naast 2×30 minuten (C60, 30 minuten voor de A-zijde en 30 minuten voor de B-zijde) werden ook 2×45 (C90, de meest gangbare), 2×50 (C100) en 2×60 (C120) minuten-cassettes verkocht. Er is een korte tijd een C46-cassette verkocht met 2×23 minuten opnameduur, dit komt overeen met de gemiddelde speelduur per elpeekant en een C74-cassette, waar de maximale speelduur van een cd op past. Agfa bracht een tijdlang C90+6-cassettes op de markt, geschikt voor één elpee op elke kant. Ten slotte zijn er ook C180-cassettes op de markt geweest met 2×90 minuten speelduur, maar deze waren meer bedoeld voor opnamen van telefoongesprekken (call logging), preken en dergelijke.
Sommige fabrikanten van afspeelapparatuur hadden weinig vertrouwen in cassettes met een langere speelduur dan 90 minuten vanwege de vermeende zwakke behuizing, het kwam dan ook voor dat het gebruik van deze cassettes werd afgeraden in de gebruiksaanwijzing.
Equalisation uitgedrukt in microseconden slaat op de tijdconstante die gebruikt wordt voor afsnijfrequentie van de hoge tonen. De lage tonen werden sowieso bij opname onderdrukt (tijdconstante van het laagfilter 3180 μs overeenkomend met 314Hz) en de hoge tonen met bandafhankelijke constante tussen 70 (14,285 kHz) en 120 μs (8,333 kHz). Bij afspelen moeten de hoge tonen juist weer versterkt worden met inverse filter. Instellen van de verkeerde bandsoort resulteert dan in een te scherp of juist te dof geluid.
Er bestaan microcassettes (meestal voor antwoordapparaten en memorecorders) en minicassettes (meest gebruikt, en meestal kortweg cassette genoemd).